# Барнвел (Јужна Каролина)
Барнвел (енгл. Barnwell) град је у америчкој савезној држави Јужна Каролина.

## Демографија
По попису из 2010. године број становника је 4.750, што је 285 (-5,7%) становника мање него 2000. године.
| Група             | 2000.         | 2010.         |
| Белци             | 2.498 (49,6%) | 2.099 (44,2%) |
| Афроамериканци    | 2.385 (47,4%) | 2.448 (51,5%) |
| Азијати           | 53 (1,1%)     | 72 (1,5%)     |
| Хиспаноамериканци | 31 (0,6%)     | 47 (1,0%)     |
| Укупно            | 5.035         | 4.750         |